# Baščaršija

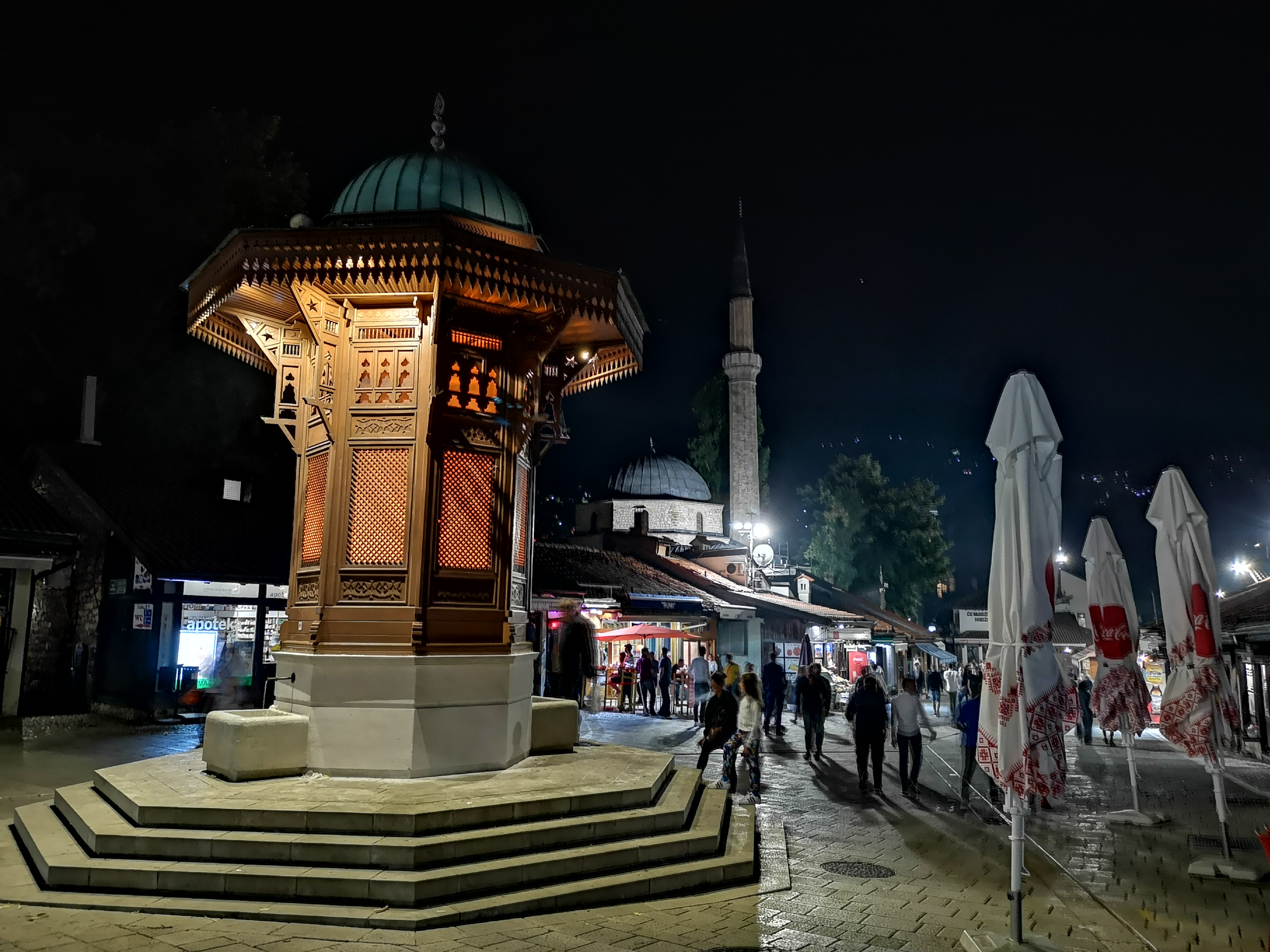
Sebilj

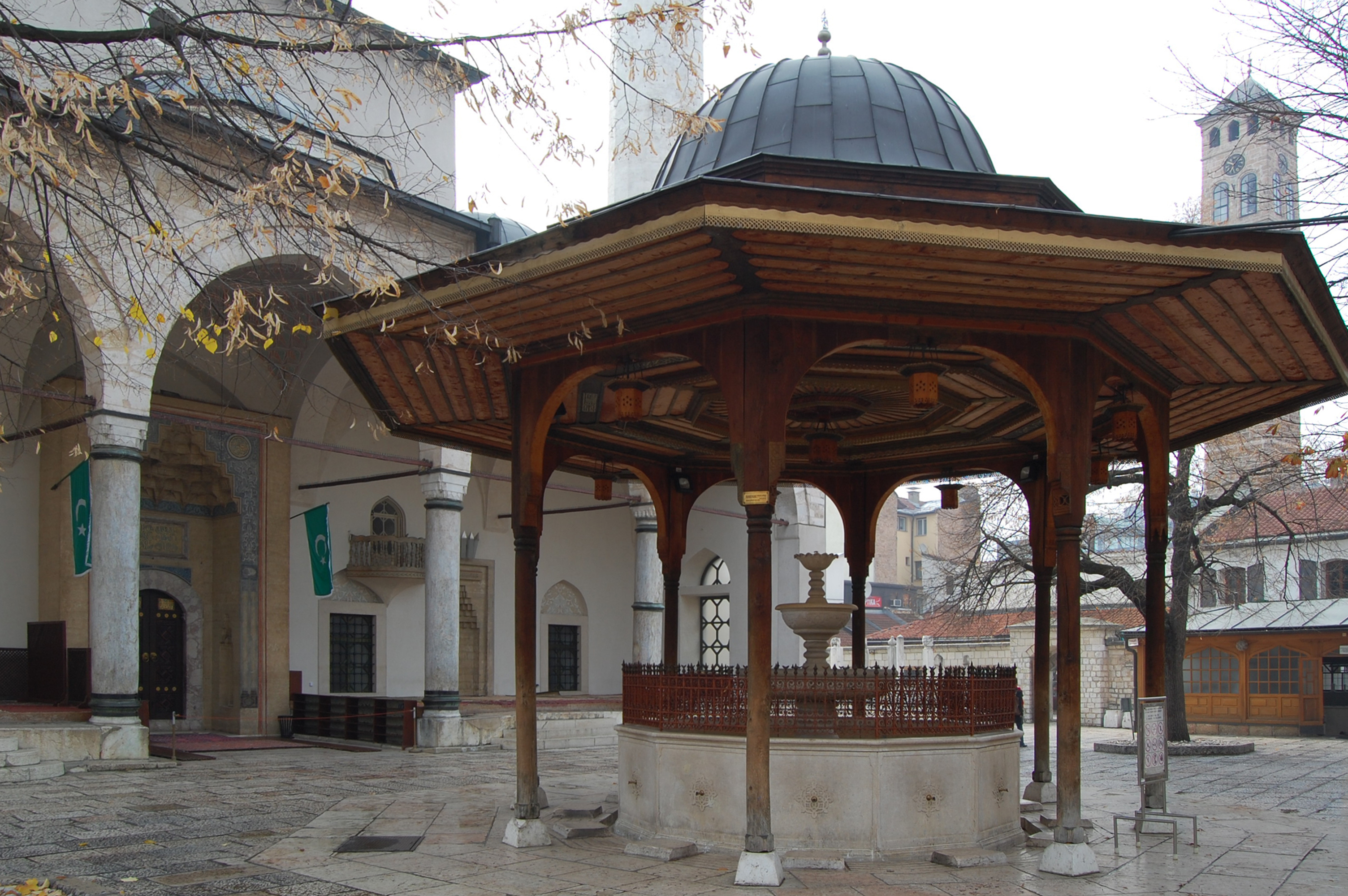
Gazi Husrev-begova mešita

Baščaršija v centru Sarajeva je starý bazar z osmanských dob a hlavní turistické lákadlo města. Čtvrť vznikla v druhé polovině 15. století, když Isa-bey Ishaković zakládal město Sarajevo. Pojmenování Baščaršija vychází ze slov baš – hlavní a čaršija – tržiště. Nachází se zde několik vzácných staveb, například Gazi Husrev-begova mešita a bezistan Gazi Husrev-bega, Morića han a Hodinová věž.

## Dějiny
Čtvrť byla založena v roce 1462 jako obchodní centrum nově vznikajícího města Sarajeva. O něco později Isa-beg Isaković nechal postavit dřevěný most na místě dnešního Latinského, protože většina obyvatel žila na levém břehu řeky Miljacky. Další, kdo zvelebil celou čtvrť, byl Gazi Husrev-beg, který v 16. století nechal postavit mešitu, medresu, knihovnu, hostinec (han), bezistan (krytý trh), hodinovou věž, lázně aj. V tehdejší době bylo Sarajevo jedno z nejdůležitějších obchodních center na Balkáně (odhaduje se, že mělo asi 12 000 obchodů a dílen). Slávu Sarajeva však rázně ukončil princ Evžen Savojský v roce 1697, když město dobyl a vyplenil. V 19. století pak více než polovina Starého města shořela a zůstalo pouze jádro Baščaršije.
Po druhé světové válce byla obnova a rozvoj starého tržiště předmětem společenské debaty, která probíhala v letech 1955–1975. Modernizační trendy, které spočívaly v možnosti celou původní tureckou čtvrť zbořit, však nakonec byly zamítnuty poté, co byl zdůrazněn turistický potenciál místa. Původní stavby v Baščaršiji byly podle návrhu, který město Sarajevo přijalo roku 1975 obnoveny, a některé další byly vybudovány podle původních návrhů.
Dnes se v Baščaršiji nachází celá řada obchodů, řemeslnických dílen, restaurací a kaváren.

## Důležité budovy
- Carova mešita
- Gazi Husrev-begova mešita
- Gazi Husrev-begův hamam
- Gazi Husrev-begův bezistan
- Morić han
- Sahat kula